# فرفیلد (داکوتای شمالی)
فرفیلد (به انگلیسی: Fairfield) یک منطقهٔ مسکونی در ایالات متحده آمریکا است که در شهرستان بلینگ، داکوتای شمالی واقع شده‌است. فرفیلد ۱۲۶ نفر جمعیت دارد و ۸۴۰٫۰۴ متر بالاتر از سطح دریا واقع شده‌است.